# Chignall
Chignall est une paroisse civile de l’Essex, en Angleterre.